# Volker Eichler
Volker Eichler (* 1953 in Koblenz) ist ein deutscher Archivar und Historiker.
Eichler studierte Geschichte und Soziologie an der Johannes-Gutenberg-Universität Mainz sowie Mittlere und Neuere Geschichte, Soziologie, Alte Geschichte und Historische Hilfswissenschaften an der Johann-Wolfgang-Goethe-Universität Frankfurt am Main. Das Studium schloss er mit der Promotion ab und trat 1981 in den Dienst des Hessischen Hauptstaatsarchivs in Wiesbaden ein. Von 2014 bis 2019 war er Leitender Archivdirektor des Hauptstaatsarchivs.
Eichler ist Mitglied der Historischen Kommission für Nassau und der Kommission für die Geschichte der Juden in Hessen.

## Schriften (Auswahl)
- mit Markus Müller-Henning: Bürger und Bauern für Freiheit und Einheit. Die Revolution von 1848/49 in Wiesbaden und Nassau. Eine Ausstellung des Hessischen Hauptstaatsarchivs Wiesbaden, 11. März – 10. Oktober 1998. Dokumentation zur Ausstellung. Wiesbaden 1998.
- mit Winfried Schüler: Von Nassau nach Amerika. Auswandererschicksale aus drei Jahrhunderten. Ausstellung des Hessischen Hauptstaatsarchivs in Wiesbaden, 29. Oktober 1992 bis 30. April 1993. Dokumentation zur Ausstellung. Wiesbaden 1992.
- (Bearb.): Nassauische Parlamentsdebatten. Bd. 1: Restauration und Vormärz 1818–1847, Wiesbaden 1985.
- Sozialistische Arbeiterbewegung in Frankfurt am Main 1878–1895. Kramer, Frankfurt am Main 1983 (zugleich Dissertation Univ. Frankfurt 1980/81).
- Herzogtum Nassau. 1806–1866. Politik, Wirtschaft, Kultur. Eine Ausstellung des Landes Hessen und der Landeshauptstadt Wiesbaden. Museum Wiesbaden, 5. April – 26. Juli 1981, Wiesbaden 1981.